# Biorg Trinity
(Uranos)
Biorg Trinity (バイオーグ・トリニティ?, Baiōgu Toriniti) è un manga scritto da Ōtarō Maijō e disegnato da Oh! great. L'opera è un romance scolastico di fantascienza che tratta questioni filosofiche sull'identità, l'amore e la nascita dell'universo attraverso delle metafore ispirate a teorie scientifiche, e dinamiche sociali, controbilanciato da uno humor molto forte a tratti satirico e auto ironico nei confronti della attuale commercializzazione della fumettistica giapponese. Biorg Trinity è stato serializzato dal 19 dicembre 2012 sulla rivista Ultra Jump di Shūeisha al 19 dicembre 2017. La versione italiana è stata pubblicata da Panini Comics sotto l'etichetta Planet Manga dal 6 novembre 2014 al 13 settembre 2018.

## Trama

### Antefatto
il mondo nell'anno 2033 è pieno di "buchi":
Una malattia pari ad una mutazione genetica nota come "bio bug" è dilagata a partire dal 2014, questa permetterebbe a chi ne è affetto di fondere il proprio dna con oggetti di ogni tipo meccanici ed organici, assorbendoli attraverso dei buchi che si generano sui palmi delle mani, simili a stigmati.
L'umanità dopo anni di guerre civili e lotte d'indipendenza note come "guerre bug", finalmente convive con i possessori di questi buchi, un tempo discriminati ingiustamente per tale caratteristica. Questa nuova società prevede scuole, centri e ospedali volti al garantire ai "bugler" la possibilità di vivere con serenità questa loro peculiarità, che per quanto sia definita "malattia della pelle"  è a tutti gli effetti un super potere, per questo anche molto ambita da alcuni. Questo nuovo mondo è variopinto di follia in ogni dove, l'uomo comune convive con persone capaci di trasformare i propri corpi nelle maniere più assurde e originali possibili per ragioni estetiche o lavorative, realmente utili alla società.
Il mondo tuttavia non dimentica le guerre avvenute in passato a causa del bug, che generarono grandi cospirazioni di clan e organizzazioni di ogni sorta con obbiettivi puramente distruttivi. Fu chiaro il fatto che il bug non privasse dell'umanità, ma lo fu anche la consapevolezza che quel potere fosse molto grande e difficile da controllare ; per questo esiste Black Caucasoid , elite di guerrieri chiamati Biorg Hunter (biorg contrazione di Bio-cyborg) nati per proteggere l'umanità da possibili guerre bug, che agiscono in tutto il mondo monitorando il comportamento dei bugler col fine di arrestare possibili calamità scatenate da uno sbagliato utilizzo del potere dei buchi. Questi incredibili soldati sono capitanati da Necro Maria, una bugler raffigurata come un cristo sofferente in croce che si sacrifica per l'umanità, la quale è stata la figura di spicco per i possessori dei buchi negli anni della guerra bug a cui lei stessa pose fine. il loro principale nemico sono le 21 Stelle un gruppo di leggendari bugler immortali resistiti alla guerra, i quali starebbero solo aspettando il momento giusto per riportare il caos.

### Fujii E Hosa
Il protagonista è Fujii, un giovane e goffo studente liceale dalla personalità molto solare ed estroversa, ma tremendamente ingenua, che vive una vita relativamente serena e con molti amici.
Da diverso tempo egli vive una angoscia esistenziale data dalla sua prima cotta: è follemente innamorato di Fumiho Enomoto, sua amica e compagna di scuola, e si interroga sul perché di tale amore quasi innato, per lui solo ovvio ma non comprensibile, che sente come sua ragione di vita ma per cui non si considera all'altezza data la sua inettitudine e debolezza fisica e morale. Il nostro giovane innamorato si deve confrontare col suo migliore amico e rivale in amore Shouji Hosaka, suo compagno di classe:  un ragazzo tremendamente metodico ed intelligente, sicuro e pragmatico, il quale conosce Fumiho fin dall'infanzia e di cui è innamorato già dai tempi delle medie. Fuji ed Hosa si troveranno agli antipodi quando al primo spunterà il bug e quando si saprà che il secondo è invece un biorg Hunter. Entrambi vogliono usare le loro incredibili capacità per proteggere la ragazza amata ma si scontreranno contro un duro destino:
Fujii, per salvare Hosa da morte certa, dopo uno scontro con un altro Hunter che lo ridusse in fin di vita, si fuse con lui, infrangendo un tabù mortale: i grandi leader delle guerre bug, come le 21 Stelle, erano tutte persone che avevano assorbito altri esseri umani, fusione che permette di allungare la propria vita e causa anomalie gravitazionali (la loro potenza e pericolosità è misurata in scala rigter), per questo tremendamente proibita e condannabile a morte.
Assieme all'amica Kiwako Itome, giovane tremendamente dotata e orgogliosa, bugler fusasi con una moto perciò valchiria motorizzata, Fujii cercherà di riportare nella realtà Hosa.
La loro fusione non si manifesta come una doppia personalità o abominio mutante a due teste, come potrebbe suggerire la definizione più stereotipia di "fusione umana", al contrario Fujii è cosciente solo di se stesso e mantiene il controllo del suo corpo, ma la personalità di Hosaka, il quale si trova cosciente in una dimensione limbica definibile come "il mondo interiore" di Fujii, convive con la sua e la influenza, al punto da generare una del tutto nuova personalità che lentamente sta logorando quella di entrambi.
Fujii perciò vivrà una avventura dinamica e piena di colpi di scena dove grazie ai poteri da biorg hunter, ereditati dalla fusione con l'amico, combatterà le 21 Stelle ma al contempo intraprenderà un drammatico viaggio esistenziale alla scoperta del suo vero io, sempre più distante, plagiato dall'identità di Hosaka e anche dalla sua nuova vita.

### The Trinity
Ispirandosi alla teoria cosmologica del "mondo brana" elaborata dai fisici Paul Steinhardt e Neil Turok, secondo Biorg Trinity il mondo fisico e la vita avrebbero la stessa struttura:
sulla terra si è formata la vita grazie alla conservazione dell'acqua, dentro la quale sostanze di varia natura si trasformavano, in altre parole vi bruciava energia. Sarebbe poi sorto il problema di rendere più funzionale e solido lo spazio di conservazione: gli essere viventi sarebbero perciò acqua che si muove in base ad una volontà, contenuta in un recipiente fisico, il corpo, la cui rottura implicherebbe un cambio di disposizione o forma di tali componenti.
Nel manga tramite la metafora della "tazzina da tè" viene descritto il mondo come una realtà che si è scomposta in tre dimensioni: l'acqua (vale a dire l'essenza primordiale della vita), l'energia che brucia (ossia l'anima, la volontà, la coscienza) e lo spazio conservativo (la realtà fisica e tangibile). tale divisione sarebbe avvenuta dopo la rottura dello spazio conservativo, la tazzina che dopo essersi infranta ha riversato ovunque il suo contenuto. Questa trinità è raffigurato dalla figura di Fumiho Enomoto, l'anima; Necro Maria, la vita; e le 21 Stelle, il corpo fisico.
Le crepe generatesi nel mondo sarebbero i bug dai quali filtrerebbe fuori la vita e, per controbilanciare, chi possiede questi buchi colma questo suo vuoto assumendo dentro di se la realtà circostante, generando un proprio mondo. Come afferma anche la psicanalisi: ogni individuo è il risultato delle sue esperienze di vita e le influenze che ha avuto la realtà circostante su di lui.

## Volumi
| Nº | Data di prima pubblicazione | Data di prima pubblicazione | Data di prima pubblicazione |
| Nº | Giapponese                  | Giapponese                  | Italiano                    |
| -- | --------------------------- | --------------------------- | --------------------------- |
| 1  | 19 aprile 2013              | ISBN 978-4-08-879580-5      | 8 novembre 2014             |
| 2  | 19 agosto 2013              | ISBN 978-4-08-879635-2      | 17 gennaio 2015             |
| 3  | 19 dicembre 2013            | ISBN 978-4-08-879733-5      | 7 marzo 2015                |
| 4  | 19 giugno 2014              | ISBN 978-4-08-879786-1      | 9 maggio 2015               |
| 5  | 17 ottobre 2014             | ISBN 978-4-08-890033-9      | 4 luglio 2015               |
| 6  | 19 marzo 2015               | ISBN 978-4-08-890122-0      | 5 settembre 2015            |
| 7  | 17 luglio 2015              | ISBN 978-4-08-890232-6      | 5 dicembre 2015             |
| 8  | 19 gennaio 2016             | ISBN 978-4-08-890333-0      | 9 giugno 2016               |
| 9  | 17 giugno 2016              | ISBN 978-4-08-890399-6      | 15 dicembre 2016            |
| 10 | 19 ottobre 2016             | ISBN 978-4-08-890524-2      | 20 luglio 2017              |
| 11 | 17 febbraio 2017            | ISBN 978-4-08-890597-6      | 16 novembre 2017            |
| 12 | 19 giugno 2017              | ISBN 978-4-08-890690-4      | 18 gennaio 2018             |
| 13 | 19 dicembre 2017            | ISBN 978-4-08-890767-3      | 21 giugno 2018              |
| 14 | 19 marzo 2018               | ISBN 978-4-08-890886-1      | 13 settembre 2018           |